# Жауме Доменек
Жауме Доменек Санчез (нар. 5 листопада 1990, Алменара, Іспанія) — іспанський футболіст, воротар футбольної команди «Валенсія» з однойменного міста.

## Життєпис
Народився 5 листопада 1990 року в місті Алменара, Іспанія. Свої перші кроки у футболі зробив у юнацькій команді «Вільярреалу».
У сезоні 2015/16 Нуну Ешпіріту Санту долучив його до головної команди. 12 вересня зіграв свою першу гру у Ла Лізі проти «Спортінґа» з міста Хіхон. За підсумками гри став найкращим гравцем матчу. Згодом громадськість було повідомлено, що Жауме уклав угоду з командою до 2018-о року.

## Титули і досягнення
- Володар Кубка Іспанії (1):

Валенсія: 2018-19